# Wanzleben-Börde
Wanzleben-Börde è una città di 13 813 abitanti della Sassonia-Anhalt, in Germania.

Appartiene al circondario della Börde.

## Storia
La città di Wanzleben-Börde fu creata il 1º gennaio 2010 dall'unione delle città di Seehausen e Wanzleben con i comuni di Bottmersdorf, Domersleben, Dreileben, Eggenstedt, Groß Rodensleben, Hohendodeleben e Klein Rodensleben.